# La Tribuna (casa editrice)
Casa Editrice La Tribuna (CELT) o semplicemente La Tribuna è una casa editrice italiana, con sede legale a Milano e sede operativa a Piacenza, specializzata fin dai primi anni sessanta nella pubblicazione di libri e riviste nel settore giuridico.
Precedentemente, anche con l'acquisizione nel 1959 di Galaxy (versione italiana della rivista statunitense Galaxy Science Fiction) dall'Editrice Due Mondi, si impegnò nella diffusione della fantascienza in Italia, che si concluse dopo un ventennio nel 1979 assieme alla storica collana di romanzi Galassia (nata nel 1961), che per molti anni rappresentò un'alternativa alla collana Urania.
CELT ha pubblicato per la prima volta in Italia opere di autori come P. K. Dick, Fritz Leiber, John Brunner e Michael John Harrison.
Dal 2001 è entrata a far parte di RCS Libri, del gruppo RCS, da cui, nel 2014, il gruppo Edra LSWR ha rilevato tutta l'attività.

## Principali collane storiche
- Galaxy (dal giugno 1958 al 1964, dal n. 11 subentra alla Ed. Due Mondi)
- Galassia (dal 1961 al 1979, 237 numeri)
- Science Fiction Book Club - SFBC (dal 1963 al 1979, 57 numeri comprensivi dei 12 numeri della collana La Bussola)
- La Bussola (dal 1964 al 1966, 13 numeri)
- Bigalassia (da 1970 al 1978, 45 numeri, ristampe in volumi doppi dei numeri di Galassia)